# محوطه خرابلیک
محوطه خرابلیک مربوط به دوره ساسانیان - سده‌های اولیه دوران‌های تاریخی پس از اسلام است و در شهرستان نیر، بخش مرکزی، دهستان رضا قلی قشلاق، روستای تجرق واقع شده و این اثر در تاریخ ۲۷ بهمن ۱۳۸۷ با شمارهٔ ثبت ۲۴۵۳۰ به‌عنوان یکی از آثار ملی ایران به ثبت رسیده است.